# Thoiras
Thoiras [twaʁas] est une ancienne commune française située dans le centre du département du Gard, en région Occitanie. Elle fusionne le 1er janvier 2025 avec Corbès dans le cadre de la commune nouvelle de Thoiras-Corbès.
Exposée à un climat méditerranéen, elle est drainée par le Gard, le Gardon de Saint-Jean, la Salindrenque, le ruisseau de Boisseson et par divers autres petits cours d'eau. Incluse dans les Cévennes, la commune possède un patrimoine naturel remarquable : deux sites Natura 2000 (la « vallée du Gardon de Mialet » et la « vallée du Gardon de Saint-Jean ») et trois zones naturelles d'intérêt écologique, faunistique et floristique.
Thoiras est une commune rurale qui compte 447 habitants en 2022, après avoir connu une forte hausse de la population depuis 1962. Ses habitants sont appelés les Thoirassiens et Thoirassiennes.
Le patrimoine architectural de la commune comprend un immeuble protégé au titre des monuments historiques : le château, inscrit en 1995.

## Géographie

### Localisation et hydrographie
Thoiras est une commune située dans les basses Cévennes située au confluent de plusieurs cours d'eau et qui s'étend donc sur plusieurs vallées. L'altitude minimale y est de 139 mètres, et l'altitude maximale de 503 mètres. L'habitat y est dispersé.
La commune de Thoiras est traversée par le Gardon de Saint-Jean qui coule globalement en direction du sud-est puis de l'est, et par trois de ses affluents, le Boisseson, la Doucette et la Salindrenque (cités du nord au sud), qui coulent vers le nord-est jusqu'à ce qu'ils atteignent le Gardon de Saint-Jean. Thoiras s'étend au nord-ouest jusqu'au Gardon de Mialet qui coule aussi vers le sud-est. Le confluent des deux gardons est limitrophe de Thoiras. (Quatre communes se touchent à ce point : Thoiras, Corbès, Générargues et Anduze). La Salindrenque a également un affluent sur le territoire de Thoiras, le Valat des Campels, qui prend sa source plus au sud, à Saint-Félix-de-Pallières.

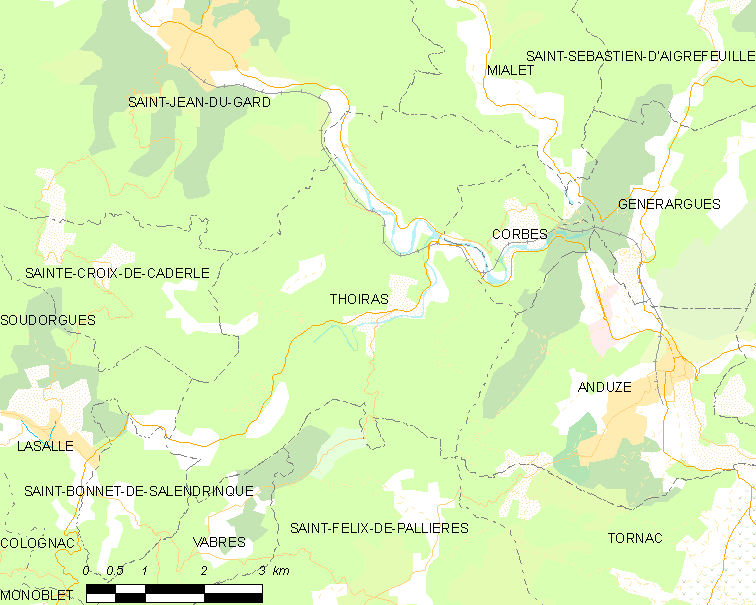
Thoiras et les communes environnantes

Ce réseau hydrographique détermine une série de crêtes assez pentues voire abruptes. La limite nord-ouest de la commune est par exemple constituée d'une série de sommets enserrés entre les vallées du Boisseson et de la Doucette (le roc de la Chapelle, le roc du Tinaou et leurs voisins) qui forment une barrière totalement infranchissable. La Serre Manteau sépare quant à elle de manière très difficilement franchissable les vallées des deux Gardons. Il en va de même de la barrière entre la Doucette et la Salindrenque (alignement des sommets du Déconte, de la Croix de Flamarys et de Pissecabre), de celle entre la Salindrenque et le Valat des Campels (le mont Cerviers), ou de celle au sud du Valat des Campels (massif de la Grande Pallières).
Commune assez étendue, Thoiras a de nombreux voisins : elle est bordée au nord-ouest par la commune de Saint-Jean du Gard, au nord par Mialet, à l'est par Générargues, Corbès et Anduze, au sud par Saint-Félix-de-Pallières et Vabres, et à l'ouest par Saint-Bonnet-de-Salendrinque, Lasalle et Sainte-Croix-de-Caderle. Curieusement, la commune de Corbès est presque enclavée dans Thoiras, sauf au sud qui donne sur Anduze.

### Lieux-dits et hameaux
L'habitat est dispersé. Thoiras compte pas moins de 39 hameaux et lieux-dits. Les principaux hameaux de la commune sont :
- dans la vallée du Gardon de Mialet, de l’amont vers l’aval : La Pradelle, le Mas du Pont ;
- dans la vallée du Gardon de Saint-Jean, de l’amont vers l’aval : Camp Soureille, Massiès-Nord (sur la rive gauche, donc au nord du Gardon), Massiès-Sud (sur la rive droite, donc au sud du Gardon)[3], Rouveyrac, La Plaine ;
- dans la vallée de la Doucette, de l’amont vers l’aval : Le Bruguierol, Laudernet, Pagès, Gorniès ;
- dans la vallée de la Salindrenque, de l’amont vers l’aval : Prade, Malérargues, Le Moina, Les Curières, Le Püech ;
- au sud de la Salindrenque : Les Arnauds (sur le Valat des Campels), Pallières (dans le massif de la Grande Pallières).

### Climat
Pour des articles plus généraux, voir Climat de l'Occitanie et Climat du Gard.
En 2010, le climat de la commune est de type climat méditerranéen franc, selon une étude s'appuyant sur une série de données couvrant la période 1971-2000. En 2020, Météo-France publie une typologie des climats de la France métropolitaine dans laquelle la commune est exposée à un climat méditerranéen et est dans la région climatique Provence, Languedoc-Roussillon, caractérisée par une pluviométrie faible en été, un très bon ensoleillement (2 600 h/an), un été chaud (21,5 °C), un air très sec en été, sec en toutes saisons, des vents forts (fréquence de 40 à 50 % de vents > 5 m/s) et peu de brouillards.
Pour la période 1971-2000, la température annuelle moyenne est de 13,6 °C, avec une amplitude thermique annuelle de 17,1 °C. Le cumul annuel moyen de précipitations est de 1 146 mm, avec 7,5 jours de précipitations en janvier et 3,6 jours en juillet. Pour la période 1991-2020, la température moyenne annuelle observée sur la station météorologique la plus proche, située sur la commune de Générargues à 5 km à vol d'oiseau, est de 14,2 °C et le cumul annuel moyen de précipitations est de 1 239,7 mm,. Pour l'avenir, les paramètres climatiques de la commune estimés pour 2050 selon différents scénarios d'émission de gaz à effet de serre sont consultables sur un site dédié publié par Météo-France en novembre 2022.

### Accès
La principale voie d'accès à Thoiras est la D907 (ex Route nationale 107, déclassée en départementale en 1973) qui suit la vallée du Gardon de Saint-Jean entre Anduze et Saint-Jean du Gard. Au-delà de Saint-Jean du Gard, on accède rapidement à la corniche des Cévennes qui permet de rejoindre Florac, puis Mende ou Marvejols et sa connexion avec l'autoroute A75. Au-delà d'Anduze, se trouvent l'ancienne route de Nîmes qui part en direction du sud et, vers l'est, la route d'Alès, la plus fréquentée puisqu'elle permet de rejoindre la vallée du Rhône mais à présent aussi Nîmes par une voie rapide. Le passage par Anduze est aussi le plus rapide pour atteindre le Vigan et l'ouest des Cévennes. À noter que la D907 a été redressée en deux endroits sur le territoire de Thoiras, éliminant la courbe de la Vignasse et surtout l'épingle à cheveu de la ferme de l'Elze (parfois agrémentée, à l'époque héroïque, d'une traversée du troupeau de la ferme se rendant au pâturage). Malgré ces améliorations coûteuses, cette route très fréquentée reste accidentogène, en particulier dans le secteur du Pont de Salindre et sur Corbès.
Un deuxième axe important est la D57 qui suit la Salindrenque et rejoint la D907 au lieu-dit Pont de Salindre. Longue de 9 kilomètres, elle permet d'atteindre l'entrée de Lasalle puis elle rejoint la D39 qui permet de monter à Soudorgues et au col du Mercou.
Malgré sa proximité avec la haute vallée de la Doucette, la commune limitrophe de Sainte-Croix-de-Caderle n'a pas de liaison autre que pédestre avec Thoiras. Les automobilistes doivent transiter par Lasalle pour s'y rendre.
Le train desservait autrefois plusieurs gares entre Anduze et Saint-Jean du Gard, dont la gare de Thoiras, située au hameau de la Plaine. Hélas, depuis sa remise en service à des fins touristiques, le train à vapeur des Cévennes ne s'arrête plus qu'à la Bambouseraie d'Anduze et au terminus. La gare en activité la plus proche de Thoiras se trouve à Alès, à 14 kilomètres.

### Milieux naturels et biodiversité

#### Espaces protégés
La protection réglementaire est le mode d’intervention le plus fort pour préserver des espaces naturels remarquables et leur biodiversité associée,.
Dans ce cadre, la commune fait partie de l'aire d'adhésion du Parc national des Cévennes. Ce  parc national, créé en 1967, est un territoire de moyenne montagne formé de cinq entités géographiques : le massif de l'Aigoual, le causse Méjean avec les gorges du Tarn et de la Jonte, le mont Lozère, les vallées cévenoles ainsi que le piémont cévenol.
La commune fait partie de la zone de transition des Cévennes, un territoire d'une superficie de 116 032 ha reconnu réserve de biosphère par l'UNESCO en 1985 pour la mosaïque de milieux naturels qui la composent et qui abritent une biodiversité exceptionnelle, avec 2 400 espèces animales, 2 300 espèces de plantes à fleurs et de fougères, auxquelles s’ajoutent d’innombrables mousses, lichens, champignons,.

#### Réseau Natura 2000

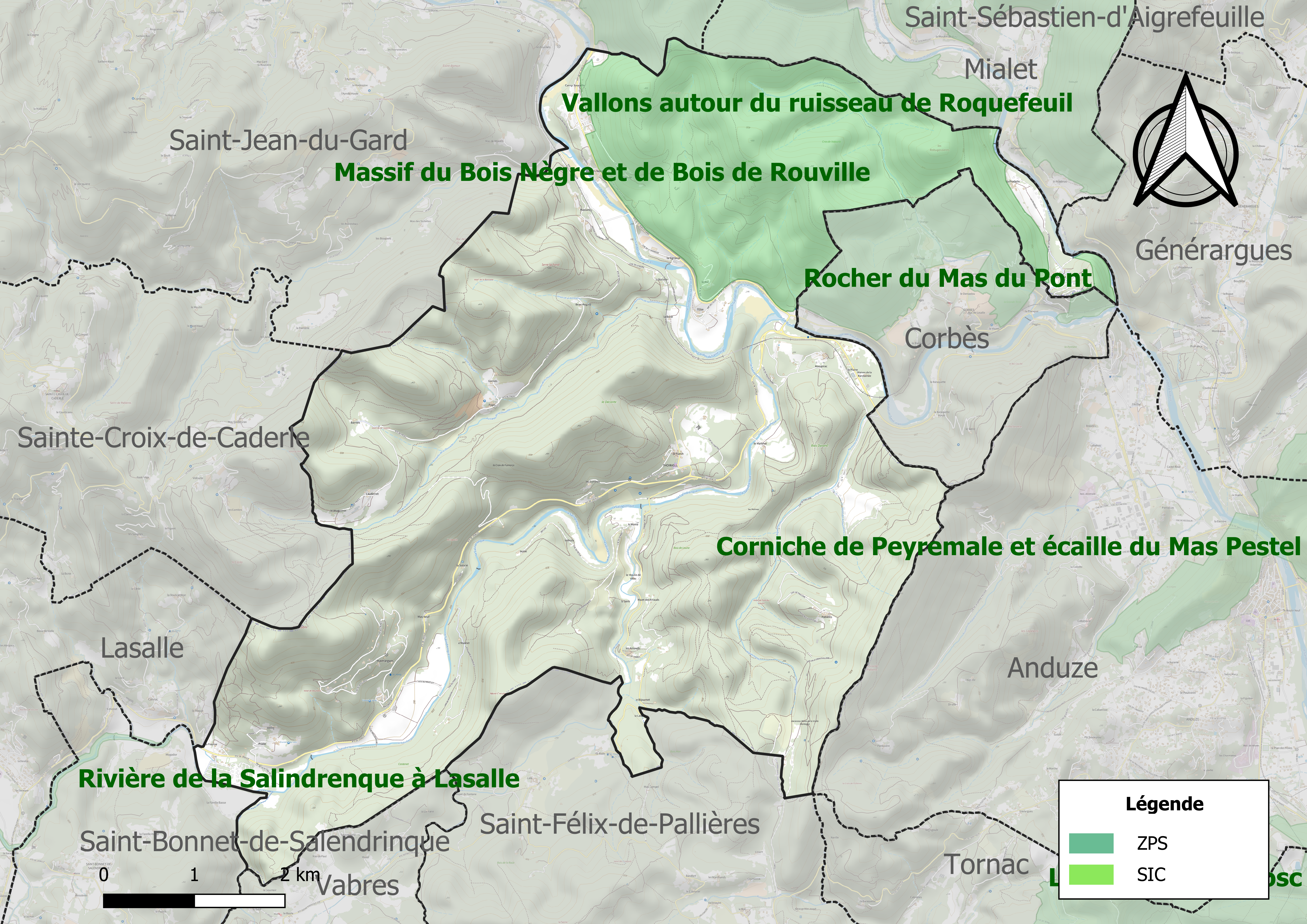
Sites Natura 2000 sur le territoire communal.

Le réseau Natura 2000 est un réseau écologique européen de sites naturels d'intérêt écologique élaboré à partir des directives habitats et oiseaux, constitué de zones spéciales de conservation (ZSC) et de zones de protection spéciale (ZPS).
Deux sites Natura 2000 ont été définis sur la commune au titre de la directive habitats :
- la « vallée du Gardon de Mialet », d'une superficie de 23 371 ha, abritant des populations de poissons d'intérêt communautaire, notamment le Barbeau méridional (Barbus meridionalis), mais aussi le Castor et l'Écrevisse à pattes blanches[20] ;
- la « vallée du Gardon de Saint-Jean », d'une superficie de 19 020 ha, présentant une variété d’habitats naturels d’intérêt communautaire remarquables (22 génériques dont cinq prioritaires)[21].

#### Zones naturelles d'intérêt écologique, faunistique et floristique
L’inventaire des zones naturelles d'intérêt écologique, faunistique et floristique (ZNIEFF) a pour objectif de réaliser une couverture des zones les plus intéressantes sur le plan écologique, essentiellement dans la perspective d’améliorer la connaissance du patrimoine naturel national et de fournir aux différents décideurs un outil d’aide à la prise en compte de l’environnement dans l’aménagement du territoire.
Deux ZNIEFF de type 1 sont recensées sur la commune :
le « massif du Bois Nègre et de Bois de Rouville » (1 252 ha), couvrant 4 communes du département, et 
le « rocher du Mas du Pont » (11 ha), couvrant 2 communes du département
et une ZNIEFF de type 2, : 
les « Hautes vallées des Gardons » (73 898 ha), couvrant 48 communes dont 27 dans le Gard et 21 dans la Lozère.

Carte des ZNIEFF de type 1 et 2 à Thoiras.
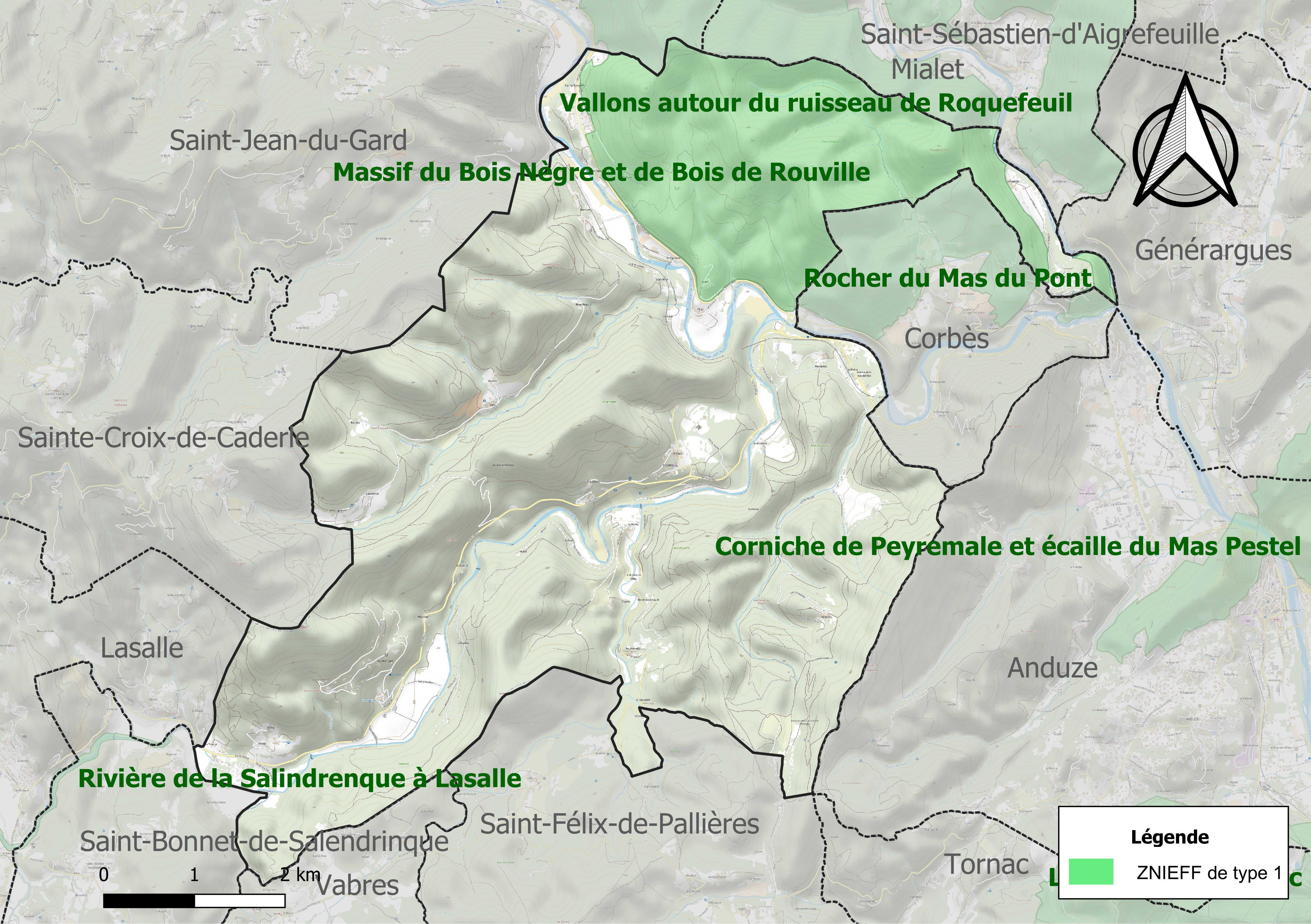
Carte des ZNIEFF de type 1 sur la commune.
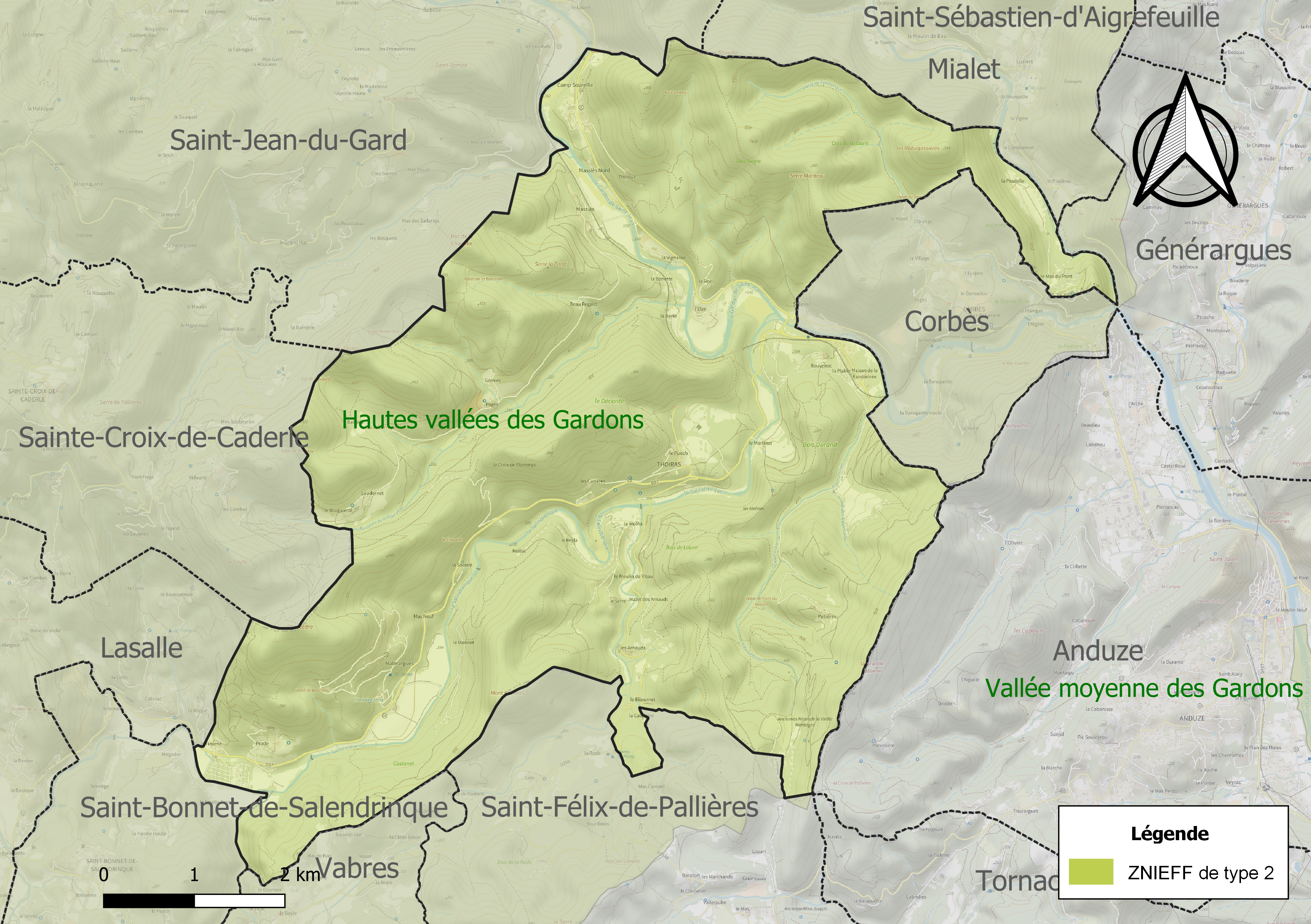
Carte de la ZNIEFF de type 2 sur la commune.

## Urbanisme

### Occupation des sols
L'occupation des sols de la commune, telle qu'elle ressort de la base de données européenne d’occupation biophysique des sols Corine Land Cover (CLC), est marquée par l'importance des forêts et milieux semi-naturels (85,4 % en 2018), une proportion sensiblement équivalente à celle de 1990 (85,6 %). La répartition détaillée en 2018 est la suivante : 
forêts (85,4 %), zones agricoles hétérogènes (8,3 %), prairies (6,3 %). L'évolution de l’occupation des sols de la commune et de ses infrastructures peut être observée sur les différentes représentations cartographiques du territoire : la carte de Cassini (XVIIIe siècle), la carte d'état-major (1820-1866) et les cartes ou photos aériennes de l'IGN pour la période actuelle (1950 à aujourd'hui).

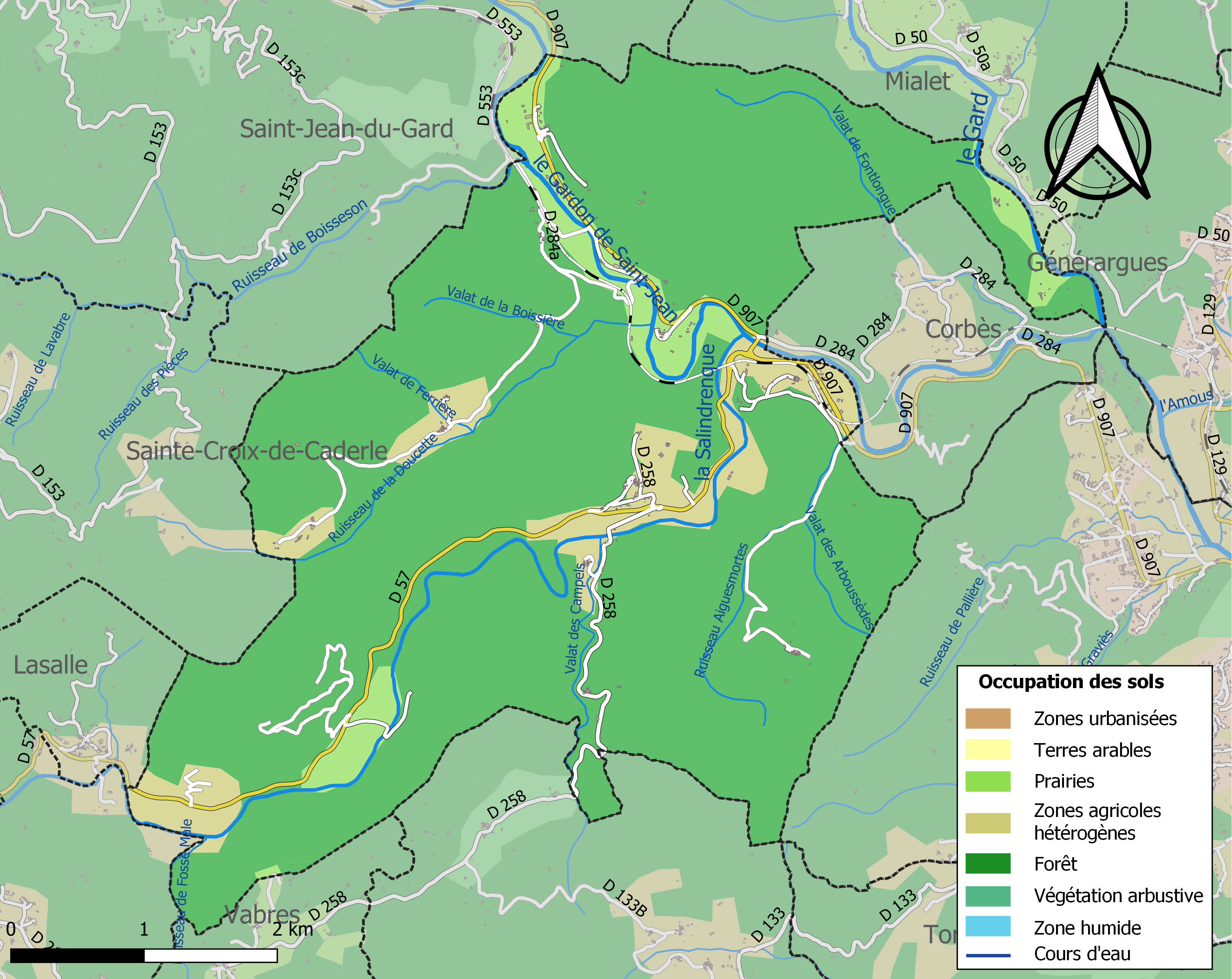
Carte des infrastructures et de l'occupation des sols de la commune en 2018 (CLC).

### Risques majeurs
Le territoire de la commune de Thoiras est vulnérable à différents aléas naturels : météorologiques (tempête, orage, neige, grand froid, canicule ou sécheresse), inondations, feux de forêts, mouvements de terrains et séisme (sismicité faible). Il est également exposé à un risque particulier : le risque de radon. Un site publié par le BRGM permet d'évaluer simplement et rapidement les risques d'un bien localisé soit par son adresse soit par le numéro de sa parcelle.

#### Risques naturels
La commune fait partie du territoire à risques importants d'inondation (TRI) d'Alès, regroupant 37 communes autour d'Alès, un des 31 TRI qui ont été arrêtés fin 2012 sur le bassin Rhône-Méditerranée, retenu au regard des risques de débordements de la Cèze et des Gardons. Parmi les dernières crues significatives qui ont touché le territoire figurent celles de 1958 et de septembre 2002. Des cartes des surfaces inondables ont été établies pour trois scénarios : fréquent (crue de temps de retour de 10 ans à 30 ans), moyen (temps de retour de 100 ans à 300 ans) et extrême (temps de retour de l'ordre de 1 000 ans, qui met en défaut tout système de protection),. La commune a été reconnue en état de catastrophe naturelle au titre des dommages causés par les inondations et coulées de boue survenues en 1982, 1994, 1995, 2002, 2008, 2014 et 2020,.

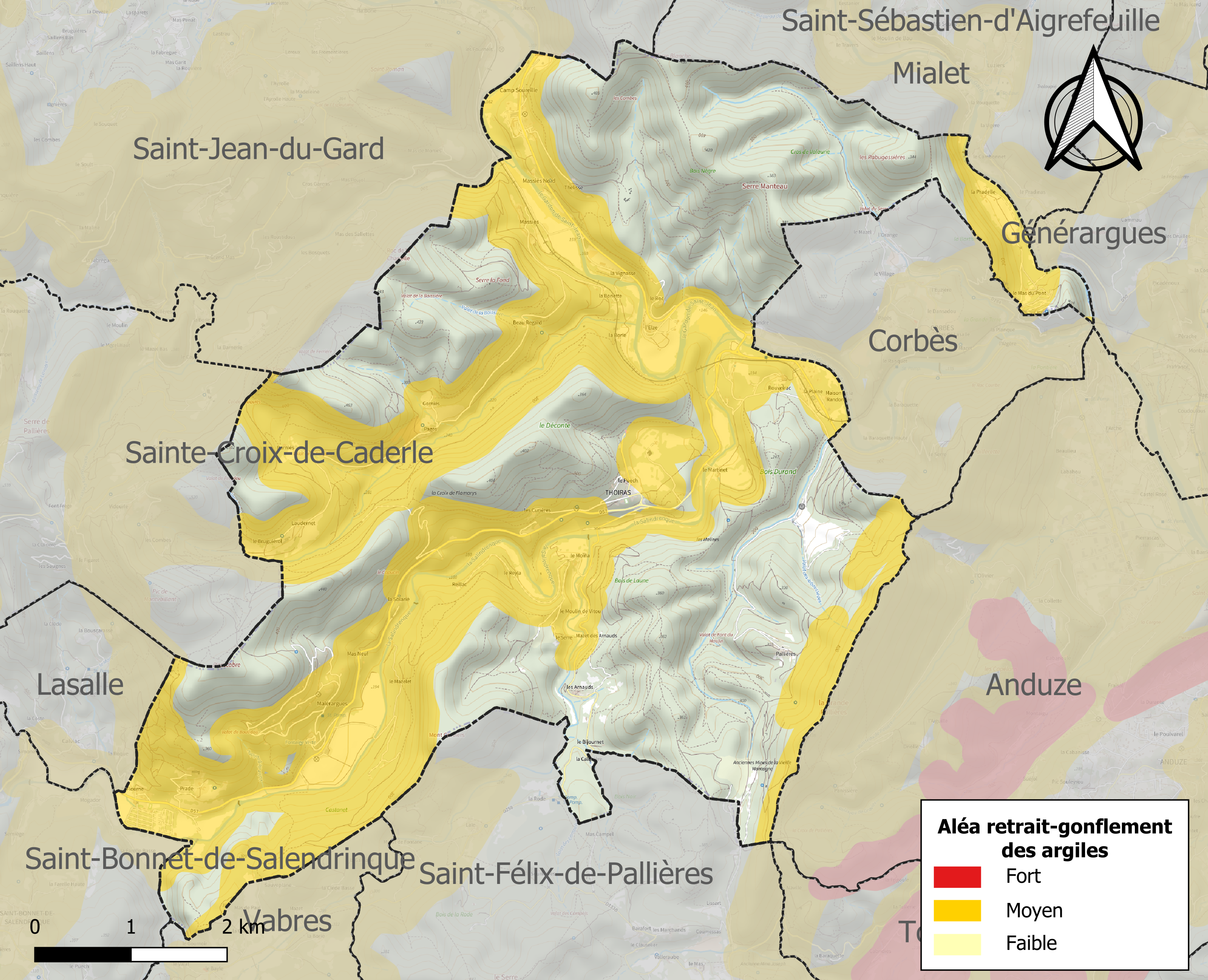
Carte des zones d'aléa retrait-gonflement des sols argileux de Thoiras.

La commune est vulnérable au risque de mouvements de terrains constitué principalement du retrait-gonflement des sols argileux. Cet aléa est susceptible d'engendrer des dommages importants aux bâtiments en cas d’alternance de périodes de sécheresse et de pluie. 48,4 % de la superficie communale est en aléa moyen ou fort (67,5 % au niveau départemental et 48,5 % au niveau national). Sur les 275 bâtiments dénombrés sur la commune en 2019, 220 sont en aléa moyen ou fort, soit 80 %, à comparer aux 90 % au niveau départemental et 54 % au niveau national. Une cartographie de l'exposition du territoire national au retrait gonflement des sols argileux est disponible sur le site du BRGM,.
Par ailleurs, afin de mieux appréhender le risque d’affaissement de terrain, l'inventaire national des cavités souterraines permet de localiser celles situées sur la commune.
Concernant les mouvements de terrains, la commune a été reconnue en état de catastrophe naturelle au titre des dommages causés par la sécheresse en 2019 et par des mouvements de terrain en 2008.

#### Risque particulier
Dans plusieurs parties du territoire national, le radon, accumulé dans certains logements ou autres locaux, peut constituer une source significative d’exposition de la population aux rayonnements ionisants. Certaines communes du département sont concernées par le risque radon à un niveau plus ou moins élevé. Selon la classification de 2018, la commune de Thoiras est classée en zone 3, à savoir zone à potentiel radon significatif.

## Toponymie
Du nom d'homme latin Taurius, issu du mot latin taurus (« taureau »), avec le suffixe d'appartenance –acum.

## Histoire

### Préhistoire et Antiquité
À proximité immédiate de Thoiras se trouvent deux sites qui attestent l'ancienneté de la présence humaine sur le territoire de la commune : 
- l'ensemble mégalithique de la Grande Pallières, situé sur la commune de Saint-Félix-de-Pallières, groupe complexe de cromlech, dolmens et menhirs, unique en Europe par sa taille pour un site en grès ;
- l'oppidum du Tinaou : situé sur le territoire de Saint-Jean du Gard littéralement à quelques mètres de la limite communale de Thoiras, ce site inexpugnable en grande partie recouvert par la végétation a été reconnu mais non fouillé[37].

### Moyen Âge
Une bulle du Pape Alexandre III de 1162 atteste l'existence de l'église Saint-Jacques de Thoiras et son appartenance à l'Abbaye de Gellone. Un prieuré édifié au XVe siècle jouxte l'église. La présence d'une source fait penser que cette église a pu succéder à un lieu de culte païen. Le château de Thoiras est mentionné dans un acte de 1334. Son premier propriétaire connu est Gauffridi de Saint Bonnet.

### Époque moderne
La Réforme connaît à Thoiras le même succès que dans le reste de la région. Ainsi comparaît en 1553 Louis de Toyras, seigneur de Saint-Jean, pour n'avoir pas su éviter les "désordres" (par quoi on entend alors l'apparition de prédicateurs protestants et la désaffection des églises).
En 1560, le comte de Villars, lieutenant-général du roi, conduit à la demande de l'évêque de Montpellier une expédition dans les Cévennes pour ramener l'"ordre". À la nouvelle de son approche les gentilshommes huguenots s'arment et placent à leur tête Monsieur de Toyras, seigneur de Saint-Jean, ainsi que le plus jeune fils du baron de Lafare et du seigneur de Cardet. Villars brûle Thoiras et Cardet, et dévaste le pays pendant deux semaines, forçant les habitants à se réfugier dans les grottes et les bois. Après son départ, les habitations brûlées sont reconstruites et le progrès de la Réforme s'accélère, l'intervention militaire ayant fait l'unanimité contre elle. La région de Thoiras devient alors 100 % protestante. En 1561, l'église du village devient un temple réformé, ce jusqu'en 1686 où la révocation de l’édit de Nantes le rend au culte catholique. De 1702 à 1704, Thoiras est en plein territoire camisard. Les camisards incendient le mobilier de l'église en 1702, mais surtout se cachent dans les environs (voir ci-après au chapitre « Lieux et monuments »). Dès 1755, soit plus de 30 ans avant l’édit de tolérance de 1787, l'église revient au culte protestant.

### Période contemporaine
Pendant la Seconde Guerre mondiale, le territoire de Thoiras est utilisé par la Résistance pour dissimuler des hommes ou du matériel.
Ainsi le château de Malérargues devient un point d'appui du groupe de résistance de Lasalle. Robert Francisque, ancien sous-officier de carrière et résistant, en est le régisseur depuis 1933. En octobre 1943, il devient responsable d'une école de cadres du maquis mise en place à Malérargues, mais le 10 mai 1944, des SS investissent le château, exécutent Robert Francisque et mettent le feu aux bâtiments.
Autre exemple, au lieu-dit le Bruguierol, un mas sert de refuge au maquis de Lasalle en mai 1944.

## Politique et administration
| Période                                  | Période       | Identité         | Étiquette | Qualité  |
| ---------------------------------------- | ------------- | ---------------- | --------- | -------- |
| avant 1981                               | ?             | Aimé Rebotier    |           |          |
| 1989                                     | 2001          | Bernard Rocoplan | PS        |          |
| mars 2001                                | décembre 2024 | Lionel André     | DVD       | Retraité |
| Les données manquantes sont à compléter. |               |                  |           |          |

## Démographie
L'évolution du nombre d'habitants est connue à travers les recensements de la population effectués dans la commune depuis 1793. Pour les communes de moins de 10 000 habitants, une enquête de recensement portant sur toute la population est réalisée tous les cinq ans, les populations de référence des années intermédiaires étant quant à elles estimées par interpolation ou extrapolation. Pour la commune, le premier recensement exhaustif entrant dans le cadre du nouveau dispositif a été réalisé en 2006.

En 2022, la commune comptait 447 habitants, en évolution de +1,36 % par rapport à 2016 (Gard : +2,97 %, France hors Mayotte : +2,11 %).
| 1793 | 1800 | 1806 | 1821 | 1831 | 1836 | 1841 | 1846 | 1851 |
| ---- | ---- | ---- | ---- | ---- | ---- | ---- | ---- | ---- |
| 449  | 419  | 476  | 476  | 555  | 516  | 555  | 544  | 523  |

| 1856 | 1861 | 1866 | 1872 | 1876 | 1881 | 1886 | 1891 | 1896 |
| ---- | ---- | ---- | ---- | ---- | ---- | ---- | ---- | ---- |
| 512  | 482  | 487  | 422  | 459  | 415  | 404  | 409  | 362  |

| 1901 | 1906 | 1911 | 1921 | 1926 | 1931 | 1936 | 1946 | 1954 |
| ---- | ---- | ---- | ---- | ---- | ---- | ---- | ---- | ---- |
| 305  | 603  | 336  | 304  | 310  | 275  | 240  | 204  | 197  |

| 1962 | 1968 | 1975 | 1982 | 1990 | 1999 | 2006 | 2011 | 2016 |
| ---- | ---- | ---- | ---- | ---- | ---- | ---- | ---- | ---- |
| 160  | 190  | 255  | 304  | 332  | 359  | 405  | 441  | 441  |

| 2021 | 2022 | - | - | - | - | - | - | - |
| ---- | ---- | - | - | - | - | - | - | - |
| 442  | 447  | - | - | - | - | - | - | - |

## Économie

### Revenus
En 2018  (données Insee publiées en septembre 2021), la commune compte 192 ménages fiscaux, regroupant 418 personnes. La médiane du revenu disponible par unité de consommation est de 17 670 € (20 020 € dans le département).

### Emploi
|                | 2008   | 2013  | 2018   |
| -------------- | ------ | ----- | ------ |
| Commune        | 17,9 % | 9,8 % | 11,8 % |
| Département    | 10,6 % | 12 %  | 12 %   |
| France entière | 8,3 %  | 10 %  | 10 %   |

En 2018, la population âgée de 15 à 64 ans s'élève à 259 personnes, parmi lesquelles on compte 74,2 % d'actifs (62,4 % ayant un emploi et 11,8 % de chômeurs) et 25,8 % d'inactifs,. En  2018, le taux de chômage communal (au sens du recensement) des 15-64 ans est inférieur à celui du département, mais supérieur à celui de la France, alors qu'en 2008 il était supérieur à celui du département.
La commune est hors attraction des villes,. Elle compte 160 emplois en 2018, contre 133 en 2013 et 171 en 2008. Le nombre d'actifs ayant un emploi résidant dans la commune est de 170, soit un indicateur de concentration d'emploi de 94,4 % et un taux d'activité parmi les 15 ans ou plus de 55 %.
Sur ces 170 actifs de 15 ans ou plus ayant un emploi, 77 travaillent dans la commune, soit 46 % des habitants. Pour se rendre au travail, 82,4 % des habitants utilisent un véhicule personnel ou de fonction à quatre roues, 0,6 % les transports en commun, 4,7 % s'y rendent en deux-roues, à vélo ou à pied et 12,3 % n'ont pas besoin de transport (travail au domicile).

### Activités hors agriculture

#### Secteurs d'activités
55 établissements sont implantés  à Thoiras au 31 décembre 2019. Le tableau ci-dessous en détaille le nombre par secteur d'activité et compare les ratios avec ceux du département,.
| Secteur d'activité                                                                                        | Commune | Commune | Département |
| Secteur d'activité                                                                                        | Nombre  | %       | %           |
| --- | ------- | ------- | ----------- |
| Ensemble                                                                                                  | 55      |         |             |
| Industrie manufacturière, industries extractives et autres                                                | 10      | 18,2 %  | (7,9 %)     |
| Construction                                                                                              | 10      | 18,2 %  | (15,5 %)    |
| Commerce de gros et de détail, transports, hébergement et restauration                                    | 15      | 27,3 %  | (30 %)      |
| Activités financières et d'assurance                                                                      | 2       | 3,6 %   | (3 %)       |
| Activités immobilières                                                                                    | 2       | 3,6 %   | (4,1 %)     |
| Activités spécialisées, scientifiques et techniques et activités de services administratifs et de soutien | 5       | 9,1 %   | (14,9 %)    |
| Administration publique, enseignement, santé humaine et action sociale                                    | 8       | 14,5 %  | (13,5 %)    |
| Autres activités de services                                                                              | 3       | 5,5 %   | (8,8 %)     |

Le secteur du commerce de gros et de détail, des transports, de l'hébergement et de la restauration est prépondérant sur la commune puisqu'il représente 27,3 % du nombre total d'établissements de la commune (15 sur les 55 entreprises implantées  à Thoiras), contre 30 % au niveau départemental.

#### Entreprises et commerces
Les cinq entreprises ayant leur siège social sur le territoire communal qui génèrent le plus de chiffre d'affaires en 2020 sont : 
- Epuration Pompage Urbain Et Rural, construction de réseaux pour fluides (2 209 k€)
- Domaine De Filament, terrains de camping et parcs pour caravanes ou véhicules de loisirs (741 k€)
- Camping Cevennes Provence, terrains de camping et parcs pour caravanes ou véhicules de loisirs (706 k€)
- Au Jardin Raisonn, services d'aménagement paysager (81 k€)
- Lucy Systemes, activités spécialisées de design (12 k€)

### Agriculture
La commune est dans les Cévennes, une petite région agricole occupant l'ouest du département du Gard. En 2020, l'orientation technico-économique de l'agriculture  sur la commune est la polyculture et/ou le polyélevage.
|               | 1988 | 2000 | 2010 | 2020 |
| ------------- | ---- | ---- | ---- | ---- |
| Exploitations | 23   | 11   | 10   | 11   |
| SAU (ha)      | 311  | 279  | 52   | 82   |

Le nombre d'exploitations agricoles en activité et ayant leur siège dans la commune est passé de 23 lors du recensement agricole de 1988  à 11 en 2000 puis à 10 en 2010 et enfin à 11 en 2020, soit une baisse de 52 % en 32 ans. Le même mouvement est observé à l'échelle du département qui a perdu pendant cette période 61 % de ses exploitations,. La surface agricole utilisée sur la commune a également diminué, passant de 311 ha en 1988 à 82 ha en 2020. Parallèlement la surface agricole utilisée moyenne par exploitation a baissé, passant de 14 à 7 ha.

## Activité économique

### Activité minière historique
Une mine importante, dite la mine de la Croix de Pallières s'étend sur les communes de Thoiras, Saint-Félix-de-Pallières et Tornac. Il s’agit d’un gisement de minerai sulfuré de zinc et de plomb argentifère, la blende étant largement majoritaire. Ce gisement est connu depuis l’époque romaine. Les périodes d’exploitation ont lieu essentiellement entre 1844 et 1888, entre 1911 et 1931 et enfin de 1948 à 1971. D’après l’inventaire général du patrimoine Mérimée, il subsiste sur le territoire de la commune de Thoiras les installations de surface suivantes :
- une usine d’acide sulfurique (vitriol) au lieu dit la Fabrique construite en 1812 et arrêtée en 1856,
- une usine de préparation du minerai construite vers 1860 au lieu dit la Croix de Pallières, puis une usine de traitement du minerai (broyage et concentration) installée en 1926 au même endroit[51].

En mai 2015, des associations écologistes et représentantes des habitants ont dénoncé publiquement la pollution rémanente de ce site, dont le sol présenterait des teneurs en mercure, antimoine, arsenic et plomb extrêmement élevées, jusqu'à 400 000 mg/kg de terre au lieu de 50 mg normalement. Les eaux de ruissellement dirigent toutefois cette pollution essentiellement vers Saint-Félix-de-Pallières et les communes situées en aval : Saint-Sébastien-d'Aigrefeuille, Générargues, Tornac, Anduze, Monoblet et Durfort. Les poussières peuvent en revanche atteindre Thoiras, mais le site est surtout dangereux pour ceux qui le visitent ou s'y attardent sans connaître le risque,.

### Secteurs d'activités actuellement présents à Thoiras
- Au 01/01/2013, 65 sièges sociaux actifs étaient répertoriées à Thoiras. Par secteur d'activité :

Agriculture, sylviculture et pêche :                           12 (18,5 %)
Industrie :                                                     3 (4,6 %)
Construction :                                                  5 (7,7 %)
Commerce, transports, services divers :                        34 (52,3 %)
dont commerce et réparation automobile :                      5 (7,7 %)
Administration publique, enseignement, santé, action sociale : 11 (16,9 %)
(Source : INSEE, CLAP, au 31/12/2011)
- Tourisme
  - Au 31/12/2012, Thoiras comptabilisait deux campings, d'une capacité totale de 461 emplacements. (Source : INSEE, Direction du tourisme - hébergements touristiques.)
  - Sur le site de la Châtaigneraie, est implantée la Maison de la Randonnée et des Activités de Pleine Nature qui conseille et oriente les randonneurs et amateurs d'activité de plein-air.
  - La commune de Thoiras a fait un effort de balisage important qui rend la carte IGN superflue pour sillonner le territoire communal : Roc de la Chapelle (et son rocher des camisards), Roc du Tinaou (et son oppidum), grottes de Pagès et de Valaurie, dolmen de Pallières[54].
  - Au Moina, le site Abracadabranche exploite un parc de 5 hectares qui offre de nombreux parcours d’accrobranche et permet de visiter une ferme et d'en aprocher les animaux[55].
  - A la Boriette et sur le terrain attenant, près de Massiès-sud, est implantée la SCI Domino-Massiès, créée en 1969[56] à l'initiative un groupe d'anciens de la Fédération Française des Associations Chrétiennes d’Étudiants (ou "Fédé") comme substitut au domaine de Domino-Oléron vendu par la Fédé et qui permet de procurer à une quarantaine de familles françaises et suisses (renouvelées par cooptation) un espace de détente et de transmission de la culture protestante.
  - Depuis 2019, la gare de Thoiras a retrouvé du service grâce au Vélorail des Cévennes, reliant la Gare de Thoiras, lieu de stockage des vélorails à la gare de Générargues, en passant par les plus beaux lieux de la ligne, comprenant les fameux viaducs de Corbès et du Mescladou ainsi qu'une magnifique vue sur les gardons de Saint-Jean et de Mialet, qui se regroupent au pied du Mescladou[57].

### Quelques entreprises
- Terroir Cévennes, boutique de produits fermiers et artisanaux, gérée par les producteurs.
- Au Jardin des Mourgues Horticulture (la plaine)
- Abracadabranche, site de parcours acrobatique dans les arbres (Le Moina)

### Emplois recensés à Thoiras
Hors indépendants, on recense à Thoiras 87 emplois salariés, dont : 
```
   Industrie :                                                   27 (31 %)
   Construction :                                                26 (29,9 %)
   Commerce, transports, services divers :                       18 (20,7 %)
   Administration publique, enseignement, santé, action sociale :14 (16,1 %)
   Agriculture, sylviculture et pêche :                           2 (2,3 %)
```

(Source : INSEE, CLAP, au 31/12/2011)

### Structure d'emploi de la population
Parmi les résidents de Thoiras, 158 sont recensés comme ayant un emploi dont 109 salariés et 49 indépendants.
(Source : INSEE, RP2011 exploitation principale.)

## Culture locale et patrimoine

### Lieux et monuments

#### Édifices
- Temple protestant de Thoiras : église romane édifiée aux XIe et XIIe siècles sur un plan simple avec une abside voûtée en cul de four, un rappel de chœur et une nef à deux travées. L'absence de contreforts à l'extérieur et de pilastres à l'intérieur laisse supposer que la nef était initialement couverte en charpente et non voûtée. Les éléments les plus anciens sont du dernier quart du XIe siècle : assises inférieures en petits moellons calcaires grossièrement taillés visibles au bas de l’abside, au bas du mur nord et au bas du côté nord de la façade. Les assises supérieures de l’abside et de la nef sont du premier quart du XIIe siècle tandis que datent du dernier quart du XIIe siècle la chapelle élevée avec des moellons très allongés. La porte de la façade a été refaite en 1689 (date gravée sur la clef de voûte). La porte de l’abside, les baies et la voûte de la nef sont modernes, l'église ayant été victime des troubles religieux[38].
- Château de Thoiras : le domaine est mentionné dans une donation de 892 mais l'existence du château n'est attestée qu'à partir du début du XIVe siècle. Son premier propriétaire connu est Gauffridi de Saint Bonnet,"seigneur des châteaux de Peyre, de Salindrenque et de Toyras". Au plan architectural, le château est inscrit dans un carré de 25 mètres de côté, avec une tour carrée au sud-est et des tours rondes aux autres angles. L’entrée se trouve sur le côté sud-ouest. Il a appartenu au cours de l'histoire à trois dynasties : celle des Toiras (dont est issu le maréchal de Toiras) de 1330 environ à 1685, celle des Roquier-Caulet de 1685 à 1736 et celle des Manoël et descendants de 1736 à nos jours. Le propriétaire actuel, Paul Chapel, a ouvert le château à une visite exceptionnelle lors des journées du patrimoine 2015[58]. Une tour-relais située au-dessus du château faisait partie des chaînes cévenoles de signalisation par le feu, notamment de celle des seigneurs d’Anduze-Sauve jusqu’en 1243 qui allait de Sommières jusqu'à Saint-Laurent-de-Trèves (en Lozère) en passant par Anduze. Elle fut hélas dynamitée à la Révolution[58]. Depuis 1995, les façades et toitures du château sont inscrits à l'inventaire supplémentaire des monuments historiques[59].
- Château de Prades : ce château tire son nom des prés qui s’étendent à ses pieds. Il se présente sous la forme d'un corps de logis très long comportant deux étages, encadré par deux tours carrées massives qui se terminent en terrasses entourées de balustrades. Il a d'abord appartenu à une famille de gentilshommes verriers, les Bagard. Il aurait été le lieu de rendez-vous galant entre le chef camisard Laporte dit Roland et une dame de Cornely. C'est un bien privé qui ne se visite pas[60].
- Château de Malérargues: le domaine est mentionné en 892 mais la première trace du château remonte à la fin du XVIe siècle, où il appartient au marquis de la Charce. Refuge de camisards au début du XVIIIe siècle, le château est incendié à la Révolution. Il est utilisé par le maquis de Lasalle pendant la Seconde Guerre mondiale. Depuis 1974, il abrite le Centre Artistique International Roy Hart. Ce château ne se visite pas[61].
- Filature du Pont de Salindres, dite filature Volpelière, malheureusement à l'abandon malgré ses spectaculaires escaliers.
- Salle peligrinne (salle des fêtes sur le Site de la Châtaigneraie)
- Gare du Vélorail des Cévennes

#### Cachettes camisardes
Le territoire de Thoiras est riche de cachettes utilisées par les huguenots proscrits après la révocation de l’édit de Nantes. En effet, du fait de sa situation isolée, Thoiras constitua « le centre stratégique de tous les mouvements de camisards dans la région de Lasalle et de Saint-Jean-du-Gard » — en particulier la vallée de la Doucette qui monte de Massiès en direction de Sainte-Croix-de-Caderle en passant par les hameaux de Pagès, Gorniès et Laudernet. En voici quelques exemples :
- la grotte de Valaurie : située à 280 mètres d'altitude au-dessus du ruisseau de Fontlongue, elle est à la fois grande (250 mètres de développement) et difficile d'accès, ce qui rend vraisemblable son utilisation à l'époque des camisards[63] ;
- la grotte de Pagès, derrière le hameau du même nom, près du col du Rouquiès, plus petite autrefois, très bien dissimulée et difficile d'accès, à présent parfaitement indiquée grâce au fléchage mis en place par la municipalité. Des assemblées prophétiques s'y tinrent dès 1686[63] ;
- la baume rabassière ou grotte des rabas (blaireaux), qui fut le théâtre d'une ruse du chef camisard Rolland pour faire évacuer une assemblée surprise là en 1703 par les troupes royales : il fit marcher tous les participants de l'assemblée clandestine en colonne ordonnée entourée de camisards armés, ce qui fit hésiter les assaillants se croyant en présence d'une troupe nombreuse. Le temps de réaliser leur méprise, les soldats ne purent que s'en prendre à une arrière-garde fortement armée mise en place par Rolland, tandis que le reste de la colonne s'était échappé[63] ;
- la baoumo queyrado, ou grotte de Reylac, petite cavité bien dissimulée, qui aurait servi de réserve aux camisards[63] ;
- le rocher des camisards, situé près du hameau de Massiès sur l'itinéraire pédestre fléché qui conduit au Roc de la Chapelle, simple abri auprès d'un bloc de rocher massif, où Abraham Mazel aurait eu sa vision, réitérée, qui le poussa à prophétiser et à entrer en résistance, déclenchant ainsi la Guerre des camisards ;
- le mas Volpellier à Pagès comporte une cachette du même type que celle du mas Soubeyran à Mialet[62] ;
- le mas des Arnauds comporte deux cachettes dans l'épaisseur des murs[62].

### Personnalités liées à la commune
- Jean de Saint-Bonnet de Toiras (1585-1636) , maréchal de France, qui s’illustre notamment par sa défense opiniâtre et victorieuse de l’île de Ré contre les troupes britanniques du Duc de Buckingham, ce qui fait d'un seigneur né protestant la cheville ouvrière du succès de Richelieu contre les protestants de La Rochelle[64]
- Paul de Rapin de Thoyras (1661-1725), autre seigneur de Thoiras, est un militaire et un historien français, auteur d'une magistrale histoire de l'Angleterre en huit volumes. Émigré pour cause de religion, il participe à l'invasion de l'Angleterre par Guillaume d'Orange puis à la conquête de l'Irlande avant de se retirer à Wesel en Prusse.
- Roy Hart (1926-1975), acteur reconnu en Grande-Bretagne, qui installe à partir de 1974 au château de Malérargues le Centre Artistique International Roy Hart, destiné à la recherche vocale et à la formation de la voix. Le Centre Artistique International Roy Hart a poursuivi son activité à Thoiras malgré le décès de son fondateur[65]
- Robert Francisque, régisseur du château de Malérargues, héros de la Résistance[66].
- Charlie Watts, batteur des Rolling Stones, propriétaire d'une ferme à Thoiras[67].
- Paul Andreu (1938-2018), architecte international spécialiste des structures aéroportuaires, propriétaire d'une résidence secondaire à Thoiras[68].
- Julien Doré, chanteur[69].

### Héraldique
| Blason de Thoiras | Blason  | D'or aux trois fers à cheval de sable ajourés du champ. |
| Blason de Thoiras | Détails | Le statut officiel du blason reste à déterminer.        |